# Szekszárdi-Séd
A Szekszárdi-Séd (Remete-patak) Szekszárd város területén ered (Remete-csurgó), Tolna vármegyében. A patak forrásától kezdve délkeleti irányban halad Decsig, ahol beletorkollik a Szekszárd-Bátai-főcsatornába.
A Szekszárdi-Séd vízgazdálkodási szempontból az Alsó-Duna jobb part Vízgyűjtő-tervezési alegység működési területéhez tartozik.

## Part menti települések
- Szekszárd
- Decs